# Vittorio Meano
Vittorio Meano né à Suse en 1860 et mort à Buenos Aires en 1904, est un architecte italien qui a travaillé sur des projets de bâtiments publics prestigieux en Amérique du Sud, notamment en Uruguay et en Argentine.

## Biographie

### Formation et débuts
Vittorio Meano étudie l'architecture à l'Accademia Albertina de Turin.
En 1884, il arrive en Argentine pour travailler dans l'atelier de l'architecte italien Francesco Tamburini, qui à l'époque participe à plusieurs grands travaux publics, parmi lesquels l'agrandissement et la rénovation de la Casa Rosada,.

### Buenos Aires: travaux sur le Théâtre Colón et le Congrès national argentin
Les deux architectes ont travaillé ensemble sur le nouveau bâtiment du Théâtre Colón jusqu'à la mort de Tamburini en 1890, après quoi Meano a pris en charge le projet.
Après avoir remporté le concours pour la conception du Palais du Congrès de la Nation argentine en 1895, il s'absorbe entièrement dans ces deux grands projets de travaux publics.

### Montevideo: travaux sur le Palais législatif
Meano est sélectionné et remporte le concours international pour la conception du bâtiment du Palais législatif de l'Uruguay  à Montevideo,.

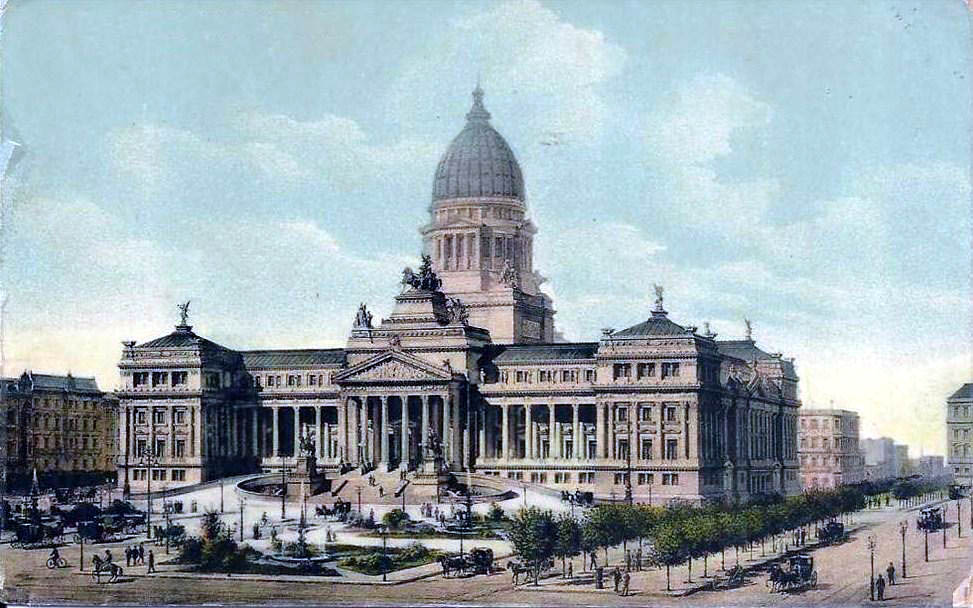
Palais du Congrès National d'Argentine - 1896.
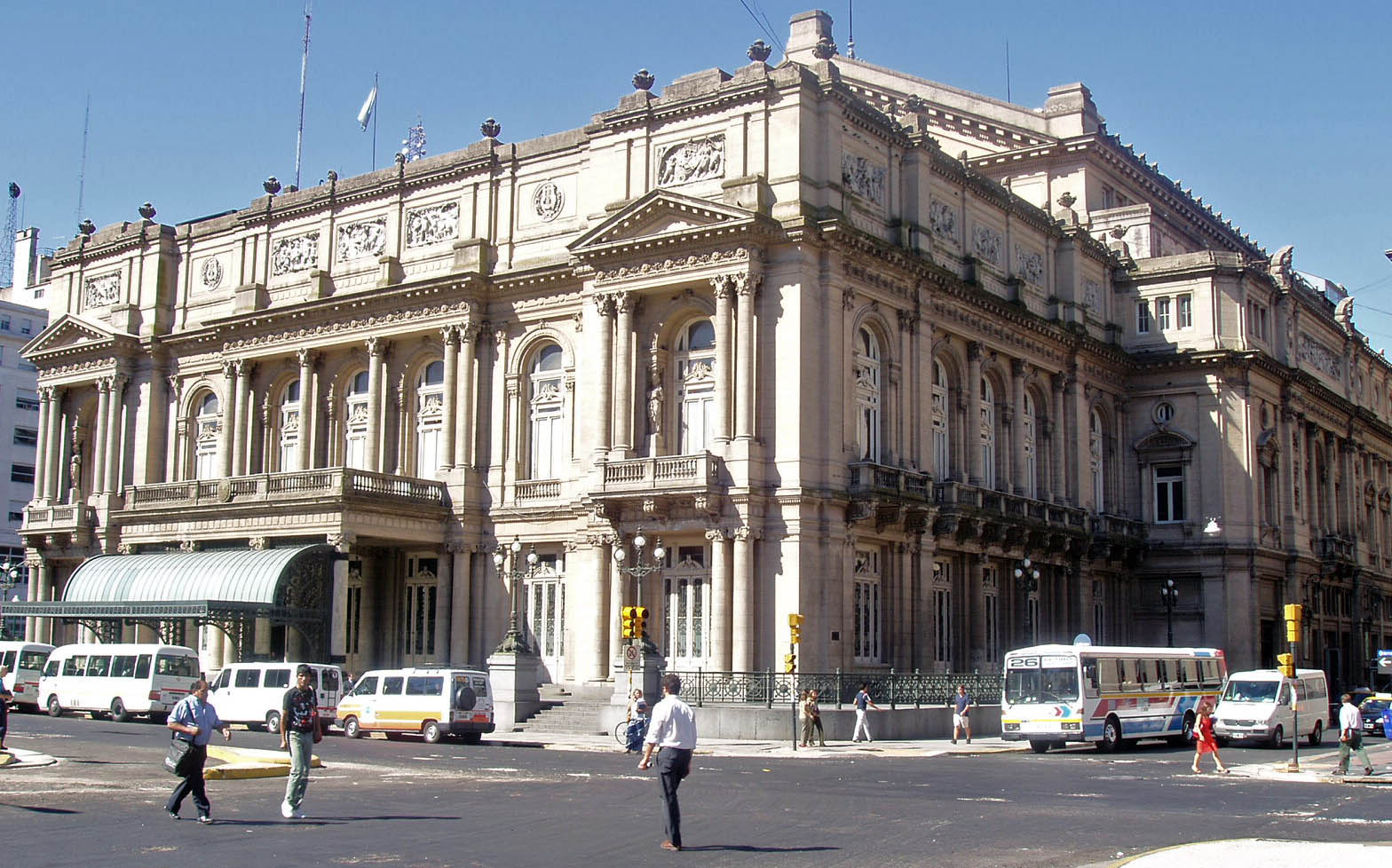
Théâtre Colón, Buenos Aires, Tamburini, Meano et Dormal.
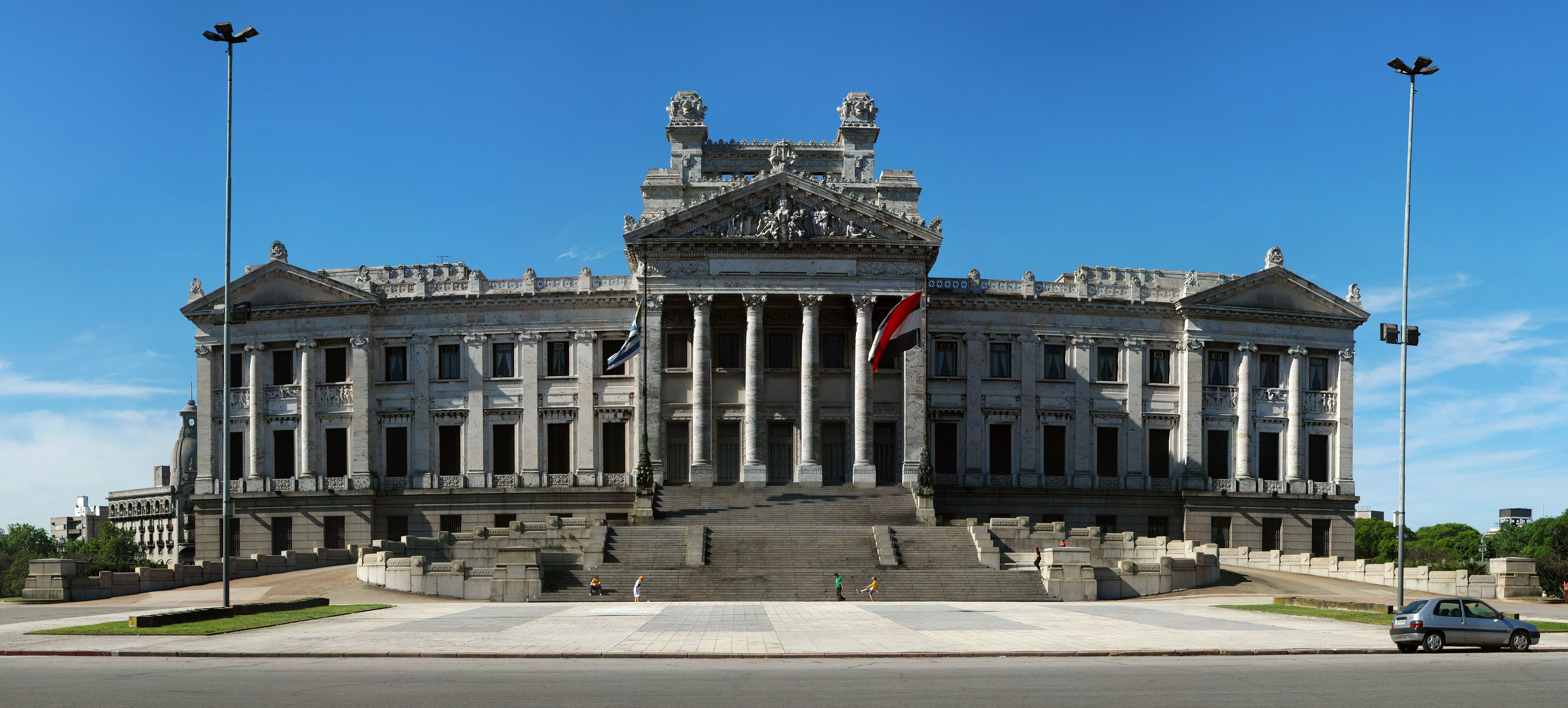
Palais législatif, Montevideo.

### Assassinat
Le 1er juin 1904, il rentre dans sa résidence et trouve sa femme au lit avec son ancien majordome, un Italien du nom de Juan (Giovanni) Passera. Après quelques minutes, un coup de feu retentit dans la maison, Vittorio crie « Ils m'ont assassiné ! » À cette date Meano était âgé de 44 ans. Passera a été condamné à dix-sept ans de prison et Mme Meano a été renvoyée vers l' Italie en guise de punition.
Vittorio Meano repose désormais dans le Cimetière de Recoleta.